# Joladarasi, Manvi
Joladarasi là một làng thuộc tehsil Manvi, huyện Raichur, bang Karnataka, Ấn Độ.